# بول أندرو هوتون
بول أندرو هوتون (بالإنجليزية: Paul Andrew Hutton)‏ هو مذيع ومؤرخ ومؤلف أمريكي، ولد في 23 أكتوبر 1949 في فرانكفورت في ألمانيا.

## وصلات خارجية
- بول أندرو هوتون على موقع IMDb (الإنجليزية)